# Johnny Mnemonic – A jövő szökevénye
A Johnny Mnemonic – A jövő szökevénye (eredeti cím: Johnny Mnemonic) 1995-ben bemutatott kanadai–amerikai cyberpunk akciófilm, amelyet William Gibson forgatókönyvéből Robert Longo rendezett. A főbb szerepekben Keanu Reeves, Dolph Lundgren, Dina Meyer és Ice-T látható.
Az Amerikai Egyesült Államokban 1995. május 26-án került a mozikba. A film hosszabb, 103 perces változatát 1995. április 15-én mutatták be Japánban, Mychael Danna zenéjével és további jelenetekkel kiegészítve. 2022-ben megjelent a film fekete-fehér kiadása Johnny Mnemonic: In Black and White címmel, amely Gibson szerint közelebb áll eredeti víziójához.

## Cselekmény
2021-ben bizonyos információk keresett árucikknek és csempészárunak számítanak. Ezért vannak olyan futárok, akiknek az agyuk egy részét adattároló eszközzé alakították át, hogy értékes adatokat biztonságosan továbbíthassanak, bár eközben elveszítik az emlékeik egy részét. Ez idő alatt a memóriafutárként dolgozó Johnny ki akar szállni a vállalkozásából, és vissza akarja nyerni teljes emlékezetét. Míg egy implantátum nagyon olcsó, a sebészek drágán fizetnek az eltávolításáért, hogy pénzt keressenek a memóriafutárok üzletéből. Johnny olyan munkát kap, amely túl nagy falat a memóriájához képest. Ennek következtében erős visszaemlékezésekben szenved a gyermekkoráról, amelyet feláldozott az emlékért. Hogy ne haljon bele az agya túlterhelésébe, 24 órán belül ki kell ürítenie az adatokat az agyából. A Johnny fejében lévő adatok lehetővé teszik a NAS – Nerve Attenuation Syndrome – gyógymódjának előállítását; egy olyan betegség, amely a világ lakosságának felét érinti az elektronika és kibernetika használata miatt. A fejlesztő vállalat meg akarja tartani ezt a tudást magának, mivel az elnyomó gyógyszer eladása sokkal jövedelmezőbb számára, mint a gyógymód, ezért jakuzákat, bérgyilkosokat alkalmaz, hogy megállítsák Johnnyt.
Johnnyt azonban támogatja harcában egy földalatti mozgalom, a LoTekek, akik a nagyvállalatok, azok elnyomása és a csúcstechnológia ellen harcolnak. Egy kibernetikusan módosított delfin segítségével, amelyet a haditengerészet leszereltetett, Johnny kiszabadítható a memóriatartalmából, amelyet a LoTek utolsó műsoraként az összes tévécsatornán és az interneten sugároznak a delfin feltörési képességeit használva, leleplezve a vállalat bűnös tevékenységét is. Ez a bukásukhoz és ezzel a Johnny utáni vadászat végéhez vezet.

## Szereplők
| Színész          | Szerep                  | Magyar hang     |
| ---------------- | ----------------------- | --------------- |
| Keanu Reeves     | Johnny                  | Széles László   |
| Dolph Lundgren   | Karl Honig / Prédikátor | Vass Gábor      |
| Dina Meyer       | Jane                    | Balázs Ágnes    |
| Ice-T            | J-Bone                  | Hankó Attila    |
| Kitano Takesi    | Takahashi               | Botár Endre     |
| Denis Akiyama    | Shinji                  | Várkonyi András |
| Henry Rollins    | Spider                  | Jakab Csaba     |
| Barbara Sukowa   | Anna Kalmann            | Vándor Éva      |
| Udo Kier         | Ralfi                   | Szersén Gyula   |
| Tracy Tweed      | Pretty                  | Kocsis Mariann  |
| Falconer Abraham | Yomamma                 | Fekete Zoltán   |
| Coyote Shivers   | Buddy                   | Imre István     |

## Fordítás
- Ez a szócikk részben vagy egészben  a   Johnny Mnemonic (film) című angol Wikipédia-szócikk fordításán alapul.  Az eredeti cikk szerkesztőit annak laptörténete sorolja fel. Ez a jelzés csupán a megfogalmazás eredetét és a szerzői jogokat jelzi, nem szolgál a cikkben szereplő információk forrásmegjelöléseként.